# Guy II. de Dampierre
Guy II. de Dampierre († 18. Januar 1216) war Konstabler der Grafschaft Champagne, Herr von Dampierre, Bourbon und Montluçon. Er war der einzige Sohn von Guillaume I. de Dampierre, Herr von Dampierre, und Ermengarde de Toucy.
Guy II. nahm am dritten Kreuzzug teil und erreichte als Angehöriger eines Vorauskommandos im Herbst 1189 die Belagerung von Akkon. Im heiligen Land wurde er 1191 zu den Anhängern (familiares) des Konrad von Montferrat gezählt.
1212 erhielt er von König Philipp II. August den Auftrag zur Unterwerfung des Grafen Guido II. von Auvergne, die er mit der Eroberung der Burg Tournoël im Dezember 1213 erfolgreich abschließen konnte. 1214 trug er in der Schlacht bei Bouvines entscheidend zum französischen Sieg bei, indem er mit anderen den König vor dem sicheren Tod rettete.
Er heiratete 1196 Mathilde, Herrin von Bourbon, Tochter von Archambault VII., Herr von Bourbon, und Alix von Burgund. Durch diese Ehe kam die Herrschaft Bourbon an das Haus Dampierre. Ihre Kinder waren:
- Archambault VIII., (* 1189 † 1242), Herr von Bourbon.
- Guillaume II. (* 1196, † 1231) ⚭ Margarete II. († 1280) Gräfin von Flandern und Hennegau, Tochter von Balduin IX. (VI.), Lateinischer Kaiser von Konstantinopel (Haus Flandern)
- Philippe († 1223) ⚭ 1205 Guigues IV. d’Albon († 1241), Graf von Forez
- Marie, ⚭ I um 1210 Hervé de Vierzon; ⚭ II 1220 Henri I. de Sully